# Strimmig trattskivling
Strimmig trattskivling (Clitocybe vibecina) är en svampart som först beskrevs av Elias Fries, och fick sitt nu gällande namn av Lucien Quélet 1872. Strimmig trattskivling ingår i släktet Clitocybe och familjen Tricholomataceae.  Arten är reproducerande i Sverige. Inga underarter finns listade i Catalogue of Life.
I den svenska databasen Dyntaxa används istället namnet Clitocybe favrei för samma taxon.  Arten är reproducerande i Sverige.

## Källor

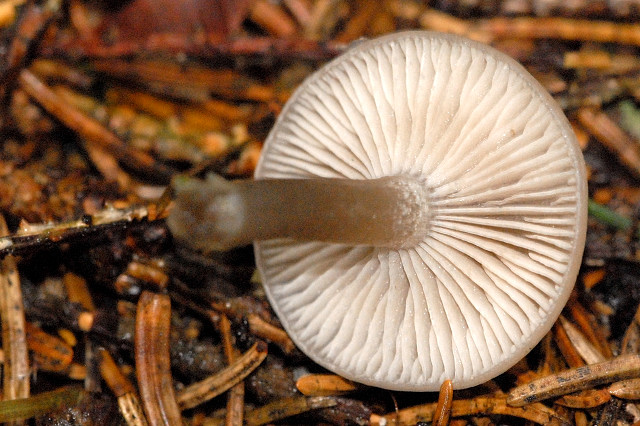
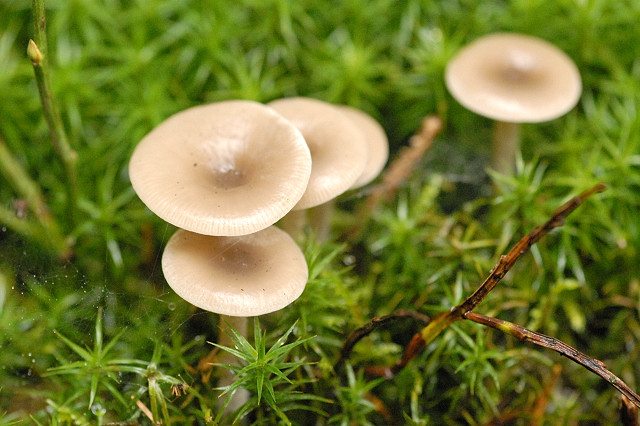
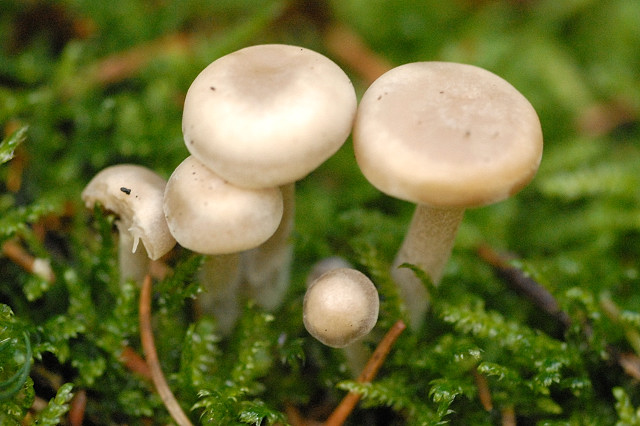
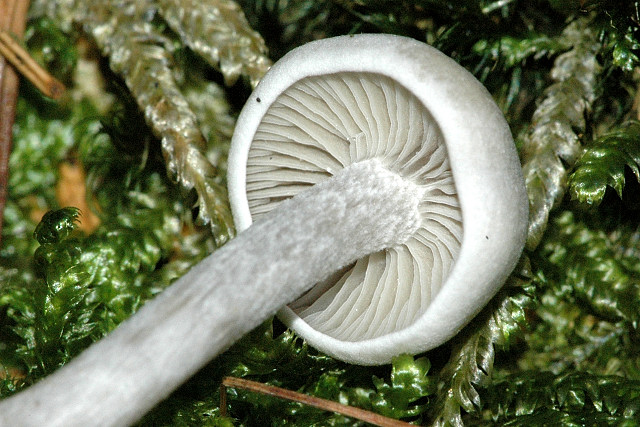